# غرانت هوراس
غرانت هوراس (بالإنجليزية: Horace Grant)‏ مواليد 4 يوليو 1965 في أوغستا، هو لاعب كرة سلة أمريكي سابق بدأ مسيرته الاحترافية في سنة 1987. اعتزل اللعب في 2004.

## فرق لعب لها
- شيكاغو بولز
- أورلاندو ماجيك
- لوس أنجلوس ليكرز

## روابط خارجية
- غرانت هوراس على موقع إن بي أي (الإنجليزية)
- غرانت هوراس على موقع سبورتس رفرنس (الإنجليزية)
- غرانت هوراس على موقع كرة السلة الأوروبية.كوم (الإنجليزية)
- غرانت هوراس على موقع كلية كرة السلة في سبورتس رفرنس.كوم (الإنجليزية)
- غرانت هوراس على موقع ريلجم (الإنجليزية)
- غرانت هوراس على موقع بروبوليرز (الإنجليزية)